# Macrofamilia

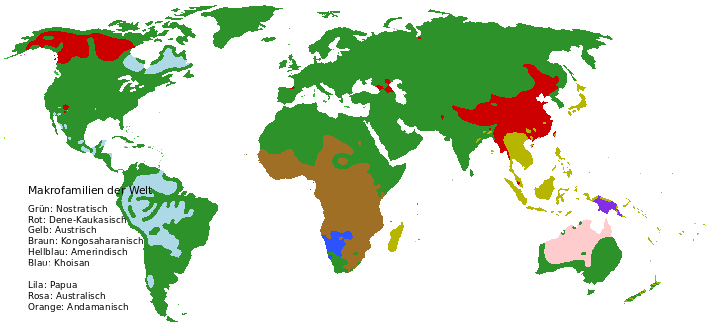
Macrofamilias propuestas por Joseph Greenberg.

En lingüística histórica, una macrofamilia o superfamilia es una unidad filogenética conjeturada o tentativa que englobaría varias familias de lenguas, cuyo parentesco filogenético está bien demostrado o es bastante seguro. Es conveniente reservar el nombre familia para grupos de lenguas más estrechamente emparentadas, y para las que es posible reconstruir con abundancia de detalles la protolengua que dio origen por diversificación a la familia.
Para un cierto número de agrupaciones lingüísticas los detalles concretos de la protolengua no parecen recuperables, es más en ciertos casos se discute la validez de su agrupación como familia, para esas agrupaciones filogenéticas conjeturadas es mejor usar el término macrofamilia. Esa es la situación dominante en las lenguas altaicas, dentro de esa familia está establecida más allá de toda duda la existencia de varias familias: la familia túrquica, la familia mongólica y la familia tunguso-manchú y las lenguas japonesas, pero más allá de ellas la evidencia de que varias de estas familias o todas ellas tienen un origen común es débil.
El término superfamilia es básicamente equivalente al de macrofamilia, aunque tiende a usarse para las unidades filogenéticas conjeturadas más tentativas. Así se usa para la agrupaciones como las lenguas nostráticas, las lenguas dené-caucásicas o la macrofamilia proto-mundo, que englobaría -teóricamente- a todas las lenguas humanas.

## Otros términos
En inglés están en uso además de superfamily y macrofamily, equivalentes de los términos superfamilia y macrofamilia (teniendo el primero a veces un matiz peyorativo), los términos phylum (filo) y stock también se usan a veces para designar agrupamientos lingüísticos filogenéticos aún más tentativos que el de macrofamilia. Sin embargo, no existe un criterio claro para usar un término u otro, aparte de la convención basada en el término usado más frecuentemente en cada caso.
En términos informales un stock es un agrupamiento lingüístico para el que no se ha reconstruido adecuadamente la protolengua y la evidencia de parentesco es razonable pero insuficiente, mientras que un phylum es una agrupación más tentativa aún, aunque no existe un criterio formal para decidir cuando un grupo constituye un stock o un phylum. Otro término común es un genus o género, que es un grupo de lenguas claramente emparentado, cuyo parentesco es evidente sin usar métodos de la lingüística histórica. En términos tentativos puede establecerse la jerarquía:
genus (subfamilia) < familia < stock/macrofamilia < phylum

## Lista de macrofamilias
- De Eurasia:
  - Macrofamilia nostrática, a pesar de que se han editado diccionarios con centenares de términos supuestamente reconstruidos casi todo son raíces monosilábicas y existen argumentos probabilísticos para sugerir que dicha evidencia es insatisfactoria[1][2]
  - Macrofamilia ibero-caucásica formada por las tres familias de autóctonas del Cáucaso: las lenguas kartvelianas, las lenguas Nakh-daghestianas y las lenguas Abkhaz-Adygh.
  - Macrofamilia áustrica,[3] que englobaría las lenguas austroasiáticas, las lenguas tai-kadai, las lenguas austronésicas y según algunos autores incluso al japonés. Existen diversas variantes de esta hipótesis como la llamada hipótesis austro-tai que es menos ambiciosa, o la hipótesis sino-austronesia que relacionaría el austronesio con el sino-tibetano.
  - Macrofamilia altaica, que englobaría a las lenguas mongólicas, las lenguas tunguses, las lenguas túrquicas y según algunos autores también el coreano, el japonés y el ainu. Dentro de esta hipótesis se conjeturó a principios de siglo XX una posible supermacrofamilia uraloaltaica, una propuesta que hoy se considera totalmente obsoleta.
  - Macrofamilia urálico-siberiana formada por la también macrofamilia uralo-yukaghira (pendiente de confirmar), así como las familias demostradas familia chukoto-kamchatka y Esquimo-aleutiana. También se propuso la posibilidad de una familia indourálica.

- De África:
  - Macrofamilia Nilo-sahariana, que incluye las lenguas nilóticas, las lenguas songhay, las lenguas fur, las lenguas maba, las lenguas komanas y las lenguas saharianas.
  - Macrofamilia Níger-Congo, que incluye las Lenguas atlántico-congoleñas, las Lenguas mandé, las Lenguas dogón, las Lenguas ijoides, y posiblemente las Lenguas cordofanas.
  - Macrofamilia Khoisán, que incluirá muchas lenguas del extremo sur de África, de tres familias demostradas (lenguas kxoe, kx'a y yuu), más alguna lengua aislada (sandawe y hadza).

- De Oceanía:
  - Macrofamilia papú, actualmente clasificadas en más de 20 familias, no existe una evidencia firme de que en última instancia todas estas familias estén relacionadas.
    - Lenguas trans-neoguineanas, que incluiría centenares de lenguas de Nueva Guinea, Timor y Molucas.

  - Macrofamilia indopacífica, que incluiría tanto a las lenguas papúes, como a las lenguas extintas de Tasmania y las lenguas de las islas Andamán.
  - Macrofamilia australiana, aunque el trabajo comparativo ha identificado unas cuantas familias genuinas de lenguas australianas y existen motivos para pensar que en última instancia pueda existir una relación entre todas las lenguas australianas la evidencia lingüística ese hecho no ha sido confirmada.

- De América:
  - Macrofamilia amerindia, esta propuesta de Joseph Greenberg y otros se basó en la comparación léxica masiva pero no en métodos rigurosos como por ejemplo el método comparativo; por lo que la hipótesis amerindia es rechazada por la mayoría de americanistas que consideran que no existen suficiente evidencia en favor de la propuesta de Greenberg.
  - Macrofamilia hokana, que engloba varias lenguas de California y Norte de México, en la que algunos autores incluyen también lenguas centroamericanas. Esta propuesta se remonta a Edward Sapir que no aportó léxica pertienente, posteriormente autores como M. R. Haas y Gudinsky aportaron alguna evidencia adicional, se considera que las pruebas del parentesco no son sólidas.
  - Macrofamilia yê-pano-caribe, que englobaría a las lenguas Macro-Ye, a las lenguas pano-takanas y a las lenguas caribe.
  - Macrofamilia yê-tupí-caribe, similar a la anterior y con algo más de evidencia disponible, englobaría a las lenguas macro-yê, a las lenguas tupíes y a las lenguas caribe.
  - Macrofamilia arahuacana, que englobaría a las lenguas arawak, las lenguas arauanas y las lenguas guahibanas.
  - Macrofamilia otomangue, que comprende a los grupos mixteco, amuzgo, popolocano, zapotecano, chiapaneco-mangueano, otopameano, chinanteco y tlapanecano.
  - lenguas macro-siux, que comprendería hipotéticamente a las lenguas iroquesas, las lenguas sioux y las lenguas caddoanas.

## Clasificación de Ruhlen
Merritt Ruhlen ha propuesto una clasificación completa de las familias y macrofamilias del mundo muy polémica (las macrofamilias se marcan con asterisco). Aunque resulta posible que algunas de las relaciones de parentesco que Ruhlen propone se confirmen. Su clasificación es la siguiente:

|  | Joisán septentrional (!Kung-Yuhoan)                                                        |
|  |                                                                                            |
|  | \| \| Joisán meridional (Kxoe-Nama) \| \| \| \| \| \| Joisán central (Nu-!Xóõ) \| \| \| \| |
|  |                                                                                            |
|  | Joisán meridional (Kxoe-Nama)                                                              |
|  |                                                                                            |
|  | Joisán central (Nu-!Xóõ)                                                                   |
|  |                                                                                            |

|  | Joisán meridional (Kxoe-Nama) |
|  |                               |
|  | Joisán central (Nu-!Xóõ)      |
|  |                               |

|  | Joisán septentrional (!Kung-Yuhoan)                                                        |
|  |                                                                                            |
|  | \| \| Joisán meridional (Kxoe-Nama) \| \| \| \| \| \| Joisán central (Nu-!Xóõ) \| \| \| \| |
|  |                                                                                            |
|  | Joisán meridional (Kxoe-Nama)                                                              |
|  |                                                                                            |
|  | Joisán central (Nu-!Xóõ)                                                                   |
|  |                                                                                            |

|  | Joisán meridional (Kxoe-Nama) |
|  |                               |
|  | Joisán central (Nu-!Xóõ)      |
|  |                               |

|  | Joisán septentrional (!Kung-Yuhoan)                                                        |
|  |                                                                                            |
|  | \| \| Joisán meridional (Kxoe-Nama) \| \| \| \| \| \| Joisán central (Nu-!Xóõ) \| \| \| \| |
|  |                                                                                            |
|  | Joisán meridional (Kxoe-Nama)                                                              |
|  |                                                                                            |
|  | Joisán central (Nu-!Xóõ)                                                                   |
|  |                                                                                            |

|  | Joisán meridional (Kxoe-Nama) |
|  |                               |
|  | Joisán central (Nu-!Xóõ)      |
|  |                               |

|  | Joisán septentrional (!Kung-Yuhoan)                                                        |
|  |                                                                                            |
|  | \| \| Joisán meridional (Kxoe-Nama) \| \| \| \| \| \| Joisán central (Nu-!Xóõ) \| \| \| \| |
|  |                                                                                            |
|  | Joisán meridional (Kxoe-Nama)                                                              |
|  |                                                                                            |
|  | Joisán central (Nu-!Xóõ)                                                                   |
|  |                                                                                            |

|  | Joisán meridional (Kxoe-Nama) |
|  |                               |
|  | Joisán central (Nu-!Xóõ)      |
|  |                               |

|  | Níger-Congo |
|  |             |
|  | Kordofano   |
|  |             |

|  | Maba             |
|  |                  |
|  | Fur              |
|  |                  |
|  | Sudánico central |
|  |                  |
|  | Kunama           |
|  |                  |
|  | Berta            |
|  |                  |

|  | Sudánico oriental |
|  |                   |
|  | Komuz             |
|  |                   |

|  | Maba             |
|  |                  |
|  | Fur              |
|  |                  |
|  | Sudánico central |
|  |                  |
|  | Kunama           |
|  |                  |
|  | Berta            |
|  |                  |

|  | Sudánico oriental |
|  |                   |
|  | Komuz             |
|  |                   |

|  | Maba             |
|  |                  |
|  | Fur              |
|  |                  |
|  | Sudánico central |
|  |                  |
|  | Kunama           |
|  |                  |
|  | Berta            |
|  |                  |

|  | Sudánico oriental |
|  |                   |
|  | Komuz             |
|  |                   |

|  | Maba             |
|  |                  |
|  | Fur              |
|  |                  |
|  | Sudánico central |
|  |                  |
|  | Kunama           |
|  |                  |
|  | Berta            |
|  |                  |

|  | Sudánico oriental |
|  |                   |
|  | Komuz             |
|  |                   |

|  | Níger-Congo |
|  |             |
|  | Kordofano   |
|  |             |

|  | Maba             |
|  |                  |
|  | Fur              |
|  |                  |
|  | Sudánico central |
|  |                  |
|  | Kunama           |
|  |                  |
|  | Berta            |
|  |                  |

|  | Sudánico oriental |
|  |                   |
|  | Komuz             |
|  |                   |

|  | Maba             |
|  |                  |
|  | Fur              |
|  |                  |
|  | Sudánico central |
|  |                  |
|  | Kunama           |
|  |                  |
|  | Berta            |
|  |                  |

|  | Sudánico oriental |
|  |                   |
|  | Komuz             |
|  |                   |

|  | Maba             |
|  |                  |
|  | Fur              |
|  |                  |
|  | Sudánico central |
|  |                  |
|  | Kunama           |
|  |                  |
|  | Berta            |
|  |                  |

|  | Sudánico oriental |
|  |                   |
|  | Komuz             |
|  |                   |

|  | Maba             |
|  |                  |
|  | Fur              |
|  |                  |
|  | Sudánico central |
|  |                  |
|  | Kunama           |
|  |                  |
|  | Berta            |
|  |                  |

|  | Sudánico oriental |
|  |                   |
|  | Komuz             |
|  |                   |

|  | Joisán septentrional (!Kung-Yuhoan)                                                        |
|  |                                                                                            |
|  | \| \| Joisán meridional (Kxoe-Nama) \| \| \| \| \| \| Joisán central (Nu-!Xóõ) \| \| \| \| |
|  |                                                                                            |
|  | Joisán meridional (Kxoe-Nama)                                                              |
|  |                                                                                            |
|  | Joisán central (Nu-!Xóõ)                                                                   |
|  |                                                                                            |

|  | Joisán meridional (Kxoe-Nama) |
|  |                               |
|  | Joisán central (Nu-!Xóõ)      |
|  |                               |

|  | Joisán septentrional (!Kung-Yuhoan)                                                        |
|  |                                                                                            |
|  | \| \| Joisán meridional (Kxoe-Nama) \| \| \| \| \| \| Joisán central (Nu-!Xóõ) \| \| \| \| |
|  |                                                                                            |
|  | Joisán meridional (Kxoe-Nama)                                                              |
|  |                                                                                            |
|  | Joisán central (Nu-!Xóõ)                                                                   |
|  |                                                                                            |

|  | Joisán meridional (Kxoe-Nama) |
|  |                               |
|  | Joisán central (Nu-!Xóõ)      |
|  |                               |

|  | Joisán septentrional (!Kung-Yuhoan)                                                        |
|  |                                                                                            |
|  | \| \| Joisán meridional (Kxoe-Nama) \| \| \| \| \| \| Joisán central (Nu-!Xóõ) \| \| \| \| |
|  |                                                                                            |
|  | Joisán meridional (Kxoe-Nama)                                                              |
|  |                                                                                            |
|  | Joisán central (Nu-!Xóõ)                                                                   |
|  |                                                                                            |

|  | Joisán meridional (Kxoe-Nama) |
|  |                               |
|  | Joisán central (Nu-!Xóõ)      |
|  |                               |

|  | Joisán septentrional (!Kung-Yuhoan)                                                        |
|  |                                                                                            |
|  | \| \| Joisán meridional (Kxoe-Nama) \| \| \| \| \| \| Joisán central (Nu-!Xóõ) \| \| \| \| |
|  |                                                                                            |
|  | Joisán meridional (Kxoe-Nama)                                                              |
|  |                                                                                            |
|  | Joisán central (Nu-!Xóõ)                                                                   |
|  |                                                                                            |

|  | Joisán meridional (Kxoe-Nama) |
|  |                               |
|  | Joisán central (Nu-!Xóõ)      |
|  |                               |

|  | Níger-Congo |
|  |             |
|  | Kordofano   |
|  |             |

|  | Maba             |
|  |                  |
|  | Fur              |
|  |                  |
|  | Sudánico central |
|  |                  |
|  | Kunama           |
|  |                  |
|  | Berta            |
|  |                  |

|  | Sudánico oriental |
|  |                   |
|  | Komuz             |
|  |                   |

|  | Maba             |
|  |                  |
|  | Fur              |
|  |                  |
|  | Sudánico central |
|  |                  |
|  | Kunama           |
|  |                  |
|  | Berta            |
|  |                  |

|  | Sudánico oriental |
|  |                   |
|  | Komuz             |
|  |                   |

|  | Maba             |
|  |                  |
|  | Fur              |
|  |                  |
|  | Sudánico central |
|  |                  |
|  | Kunama           |
|  |                  |
|  | Berta            |
|  |                  |

|  | Sudánico oriental |
|  |                   |
|  | Komuz             |
|  |                   |

|  | Maba             |
|  |                  |
|  | Fur              |
|  |                  |
|  | Sudánico central |
|  |                  |
|  | Kunama           |
|  |                  |
|  | Berta            |
|  |                  |

|  | Sudánico oriental |
|  |                   |
|  | Komuz             |
|  |                   |

|  | Níger-Congo |
|  |             |
|  | Kordofano   |
|  |             |

|  | Maba             |
|  |                  |
|  | Fur              |
|  |                  |
|  | Sudánico central |
|  |                  |
|  | Kunama           |
|  |                  |
|  | Berta            |
|  |                  |

|  | Sudánico oriental |
|  |                   |
|  | Komuz             |
|  |                   |

|  | Maba             |
|  |                  |
|  | Fur              |
|  |                  |
|  | Sudánico central |
|  |                  |
|  | Kunama           |
|  |                  |
|  | Berta            |
|  |                  |

|  | Sudánico oriental |
|  |                   |
|  | Komuz             |
|  |                   |

|  | Maba             |
|  |                  |
|  | Fur              |
|  |                  |
|  | Sudánico central |
|  |                  |
|  | Kunama           |
|  |                  |
|  | Berta            |
|  |                  |

|  | Sudánico oriental |
|  |                   |
|  | Komuz             |
|  |                   |

|  | Maba             |
|  |                  |
|  | Fur              |
|  |                  |
|  | Sudánico central |
|  |                  |
|  | Kunama           |
|  |                  |
|  | Berta            |
|  |                  |

|  | Sudánico oriental |
|  |                   |
|  | Komuz             |
|  |                   |

|               | Afroasiático |
|               | |
|               | Dravídico |
|               | |
|               | Karveliano |
|               | |
| Euroasiático* | \| \| Indoeuropeo \| \| \| \| \| \| Urálico \| \| \| \| \| \| Altaico \| \| \| \| \| \| Eskimo-aleutiano \| \| \| \| |
|               | \| \| Indoeuropeo \| \| \| \| \| \| Urálico \| \| \| \| \| \| Altaico \| \| \| \| \| \| Eskimo-aleutiano \| \| \| \| |
|               | Amerindio* |
|               | |
|               | Indoeuropeo |
|               | |
|               | Urálico |
|               | |
|               | Altaico |
|               | |
|               | Eskimo-aleutiano |
|               | |

|  | Indoeuropeo      |
|  |                  |
|  | Urálico          |
|  |                  |
|  | Altaico          |
|  |                  |
|  | Eskimo-aleutiano |
|  |                  |

|  | Dené-Yeniseo              |
|  |                           |
|  | Caucásico septentrional   |
|  |                           |
|  | Euskera, Burushaski, etc. |
|  |                           |
|  | Sinotibetano              |
|  |                           |

|               | Afroasiático |
|               | |
|               | Dravídico |
|               | |
|               | Karveliano |
|               | |
| Euroasiático* | \| \| Indoeuropeo \| \| \| \| \| \| Urálico \| \| \| \| \| \| Altaico \| \| \| \| \| \| Eskimo-aleutiano \| \| \| \| |
|               | \| \| Indoeuropeo \| \| \| \| \| \| Urálico \| \| \| \| \| \| Altaico \| \| \| \| \| \| Eskimo-aleutiano \| \| \| \| |
|               | Amerindio* |
|               | |
|               | Indoeuropeo |
|               | |
|               | Urálico |
|               | |
|               | Altaico |
|               | |
|               | Eskimo-aleutiano |
|               | |

|  | Indoeuropeo      |
|  |                  |
|  | Urálico          |
|  |                  |
|  | Altaico          |
|  |                  |
|  | Eskimo-aleutiano |
|  |                  |

|  | Dené-Yeniseo              |
|  |                           |
|  | Caucásico septentrional   |
|  |                           |
|  | Euskera, Burushaski, etc. |
|  |                           |
|  | Sinotibetano              |
|  |                           |

|  | lenguas tai-kadai                                                              |
|  |                                                                                |
|  | \| \| lenguas japónicas (?) \| \| \| \| \| \| lenguas austronesias \| \| \| \| |
|  |                                                                                |
|  | lenguas japónicas (?)                                                          |
|  |                                                                                |
|  | lenguas austronesias                                                           |
|  |                                                                                |

|  | lenguas japónicas (?) |
|  |                       |
|  | lenguas austronesias  |
|  |                       |

|  | lenguas tai-kadai                                                              |
|  |                                                                                |
|  | \| \| lenguas japónicas (?) \| \| \| \| \| \| lenguas austronesias \| \| \| \| |
|  |                                                                                |
|  | lenguas japónicas (?)                                                          |
|  |                                                                                |
|  | lenguas austronesias                                                           |
|  |                                                                                |

|  | lenguas japónicas (?) |
|  |                       |
|  | lenguas austronesias  |
|  |                       |

|  | lenguas tai-kadai                                                              |
|  |                                                                                |
|  | \| \| lenguas japónicas (?) \| \| \| \| \| \| lenguas austronesias \| \| \| \| |
|  |                                                                                |
|  | lenguas japónicas (?)                                                          |
|  |                                                                                |
|  | lenguas austronesias                                                           |
|  |                                                                                |

|  | lenguas japónicas (?) |
|  |                       |
|  | lenguas austronesias  |
|  |                       |

|  | lenguas tai-kadai                                                              |
|  |                                                                                |
|  | \| \| lenguas japónicas (?) \| \| \| \| \| \| lenguas austronesias \| \| \| \| |
|  |                                                                                |
|  | lenguas japónicas (?)                                                          |
|  |                                                                                |
|  | lenguas austronesias                                                           |
|  |                                                                                |

|  | lenguas japónicas (?) |
|  |                       |
|  | lenguas austronesias  |
|  |                       |

|  | lenguas papúes   |
|  |                  |
|  | lenguas tasmanas |
|  |                  |
|  | Kusunda          |
|  |                  |

|  | lenguas macro-pama-ñunganas |
|  |                             |
|  | Otras lenguas de Australia  |
|  |                             |

|  | lenguas papúes   |
|  |                  |
|  | lenguas tasmanas |
|  |                  |
|  | Kusunda          |
|  |                  |

|  | lenguas macro-pama-ñunganas |
|  |                             |
|  | Otras lenguas de Australia  |
|  |                             |

|  | lenguas tai-kadai                                                              |
|  |                                                                                |
|  | \| \| lenguas japónicas (?) \| \| \| \| \| \| lenguas austronesias \| \| \| \| |
|  |                                                                                |
|  | lenguas japónicas (?)                                                          |
|  |                                                                                |
|  | lenguas austronesias                                                           |
|  |                                                                                |

|  | lenguas japónicas (?) |
|  |                       |
|  | lenguas austronesias  |
|  |                       |

|  | lenguas tai-kadai                                                              |
|  |                                                                                |
|  | \| \| lenguas japónicas (?) \| \| \| \| \| \| lenguas austronesias \| \| \| \| |
|  |                                                                                |
|  | lenguas japónicas (?)                                                          |
|  |                                                                                |
|  | lenguas austronesias                                                           |
|  |                                                                                |

|  | lenguas japónicas (?) |
|  |                       |
|  | lenguas austronesias  |
|  |                       |

|  | lenguas tai-kadai                                                              |
|  |                                                                                |
|  | \| \| lenguas japónicas (?) \| \| \| \| \| \| lenguas austronesias \| \| \| \| |
|  |                                                                                |
|  | lenguas japónicas (?)                                                          |
|  |                                                                                |
|  | lenguas austronesias                                                           |
|  |                                                                                |

|  | lenguas japónicas (?) |
|  |                       |
|  | lenguas austronesias  |
|  |                       |

|  | lenguas tai-kadai                                                              |
|  |                                                                                |
|  | \| \| lenguas japónicas (?) \| \| \| \| \| \| lenguas austronesias \| \| \| \| |
|  |                                                                                |
|  | lenguas japónicas (?)                                                          |
|  |                                                                                |
|  | lenguas austronesias                                                           |
|  |                                                                                |

|  | lenguas japónicas (?) |
|  |                       |
|  | lenguas austronesias  |
|  |                       |

|  | lenguas papúes   |
|  |                  |
|  | lenguas tasmanas |
|  |                  |
|  | Kusunda          |
|  |                  |

|  | lenguas macro-pama-ñunganas |
|  |                             |
|  | Otras lenguas de Australia  |
|  |                             |

|  | lenguas papúes   |
|  |                  |
|  | lenguas tasmanas |
|  |                  |
|  | Kusunda          |
|  |                  |

|  | lenguas macro-pama-ñunganas |
|  |                             |
|  | Otras lenguas de Australia  |
|  |                             |

|               | Afroasiático |
|               | |
|               | Dravídico |
|               | |
|               | Karveliano |
|               | |
| Euroasiático* | \| \| Indoeuropeo \| \| \| \| \| \| Urálico \| \| \| \| \| \| Altaico \| \| \| \| \| \| Eskimo-aleutiano \| \| \| \| |
|               | \| \| Indoeuropeo \| \| \| \| \| \| Urálico \| \| \| \| \| \| Altaico \| \| \| \| \| \| Eskimo-aleutiano \| \| \| \| |
|               | Amerindio* |
|               | |
|               | Indoeuropeo |
|               | |
|               | Urálico |
|               | |
|               | Altaico |
|               | |
|               | Eskimo-aleutiano |
|               | |

|  | Indoeuropeo      |
|  |                  |
|  | Urálico          |
|  |                  |
|  | Altaico          |
|  |                  |
|  | Eskimo-aleutiano |
|  |                  |

|  | Dené-Yeniseo              |
|  |                           |
|  | Caucásico septentrional   |
|  |                           |
|  | Euskera, Burushaski, etc. |
|  |                           |
|  | Sinotibetano              |
|  |                           |

|               | Afroasiático |
|               | |
|               | Dravídico |
|               | |
|               | Karveliano |
|               | |
| Euroasiático* | \| \| Indoeuropeo \| \| \| \| \| \| Urálico \| \| \| \| \| \| Altaico \| \| \| \| \| \| Eskimo-aleutiano \| \| \| \| |
|               | \| \| Indoeuropeo \| \| \| \| \| \| Urálico \| \| \| \| \| \| Altaico \| \| \| \| \| \| Eskimo-aleutiano \| \| \| \| |
|               | Amerindio* |
|               | |
|               | Indoeuropeo |
|               | |
|               | Urálico |
|               | |
|               | Altaico |
|               | |
|               | Eskimo-aleutiano |
|               | |

|  | Indoeuropeo      |
|  |                  |
|  | Urálico          |
|  |                  |
|  | Altaico          |
|  |                  |
|  | Eskimo-aleutiano |
|  |                  |

|  | Dené-Yeniseo              |
|  |                           |
|  | Caucásico septentrional   |
|  |                           |
|  | Euskera, Burushaski, etc. |
|  |                           |
|  | Sinotibetano              |
|  |                           |

|  | lenguas tai-kadai                                                              |
|  |                                                                                |
|  | \| \| lenguas japónicas (?) \| \| \| \| \| \| lenguas austronesias \| \| \| \| |
|  |                                                                                |
|  | lenguas japónicas (?)                                                          |
|  |                                                                                |
|  | lenguas austronesias                                                           |
|  |                                                                                |

|  | lenguas japónicas (?) |
|  |                       |
|  | lenguas austronesias  |
|  |                       |

|  | lenguas tai-kadai                                                              |
|  |                                                                                |
|  | \| \| lenguas japónicas (?) \| \| \| \| \| \| lenguas austronesias \| \| \| \| |
|  |                                                                                |
|  | lenguas japónicas (?)                                                          |
|  |                                                                                |
|  | lenguas austronesias                                                           |
|  |                                                                                |

|  | lenguas japónicas (?) |
|  |                       |
|  | lenguas austronesias  |
|  |                       |

|  | lenguas tai-kadai                                                              |
|  |                                                                                |
|  | \| \| lenguas japónicas (?) \| \| \| \| \| \| lenguas austronesias \| \| \| \| |
|  |                                                                                |
|  | lenguas japónicas (?)                                                          |
|  |                                                                                |
|  | lenguas austronesias                                                           |
|  |                                                                                |

|  | lenguas japónicas (?) |
|  |                       |
|  | lenguas austronesias  |
|  |                       |

|  | lenguas tai-kadai                                                              |
|  |                                                                                |
|  | \| \| lenguas japónicas (?) \| \| \| \| \| \| lenguas austronesias \| \| \| \| |
|  |                                                                                |
|  | lenguas japónicas (?)                                                          |
|  |                                                                                |
|  | lenguas austronesias                                                           |
|  |                                                                                |

|  | lenguas japónicas (?) |
|  |                       |
|  | lenguas austronesias  |
|  |                       |

|  | lenguas papúes   |
|  |                  |
|  | lenguas tasmanas |
|  |                  |
|  | Kusunda          |
|  |                  |

|  | lenguas macro-pama-ñunganas |
|  |                             |
|  | Otras lenguas de Australia  |
|  |                             |

|  | lenguas papúes   |
|  |                  |
|  | lenguas tasmanas |
|  |                  |
|  | Kusunda          |
|  |                  |

|  | lenguas macro-pama-ñunganas |
|  |                             |
|  | Otras lenguas de Australia  |
|  |                             |

|  | lenguas tai-kadai                                                              |
|  |                                                                                |
|  | \| \| lenguas japónicas (?) \| \| \| \| \| \| lenguas austronesias \| \| \| \| |
|  |                                                                                |
|  | lenguas japónicas (?)                                                          |
|  |                                                                                |
|  | lenguas austronesias                                                           |
|  |                                                                                |

|  | lenguas japónicas (?) |
|  |                       |
|  | lenguas austronesias  |
|  |                       |

|  | lenguas tai-kadai                                                              |
|  |                                                                                |
|  | \| \| lenguas japónicas (?) \| \| \| \| \| \| lenguas austronesias \| \| \| \| |
|  |                                                                                |
|  | lenguas japónicas (?)                                                          |
|  |                                                                                |
|  | lenguas austronesias                                                           |
|  |                                                                                |

|  | lenguas japónicas (?) |
|  |                       |
|  | lenguas austronesias  |
|  |                       |

|  | lenguas tai-kadai                                                              |
|  |                                                                                |
|  | \| \| lenguas japónicas (?) \| \| \| \| \| \| lenguas austronesias \| \| \| \| |
|  |                                                                                |
|  | lenguas japónicas (?)                                                          |
|  |                                                                                |
|  | lenguas austronesias                                                           |
|  |                                                                                |

|  | lenguas japónicas (?) |
|  |                       |
|  | lenguas austronesias  |
|  |                       |

|  | lenguas tai-kadai                                                              |
|  |                                                                                |
|  | \| \| lenguas japónicas (?) \| \| \| \| \| \| lenguas austronesias \| \| \| \| |
|  |                                                                                |
|  | lenguas japónicas (?)                                                          |
|  |                                                                                |
|  | lenguas austronesias                                                           |
|  |                                                                                |

|  | lenguas japónicas (?) |
|  |                       |
|  | lenguas austronesias  |
|  |                       |

|  | lenguas papúes   |
|  |                  |
|  | lenguas tasmanas |
|  |                  |
|  | Kusunda          |
|  |                  |

|  | lenguas macro-pama-ñunganas |
|  |                             |
|  | Otras lenguas de Australia  |
|  |                             |

|  | lenguas papúes   |
|  |                  |
|  | lenguas tasmanas |
|  |                  |
|  | Kusunda          |
|  |                  |

|  | lenguas macro-pama-ñunganas |
|  |                             |
|  | Otras lenguas de Australia  |
|  |                             |

|  | Joisán septentrional (!Kung-Yuhoan)                                                        |
|  |                                                                                            |
|  | \| \| Joisán meridional (Kxoe-Nama) \| \| \| \| \| \| Joisán central (Nu-!Xóõ) \| \| \| \| |
|  |                                                                                            |
|  | Joisán meridional (Kxoe-Nama)                                                              |
|  |                                                                                            |
|  | Joisán central (Nu-!Xóõ)                                                                   |
|  |                                                                                            |

|  | Joisán meridional (Kxoe-Nama) |
|  |                               |
|  | Joisán central (Nu-!Xóõ)      |
|  |                               |

|  | Joisán septentrional (!Kung-Yuhoan)                                                        |
|  |                                                                                            |
|  | \| \| Joisán meridional (Kxoe-Nama) \| \| \| \| \| \| Joisán central (Nu-!Xóõ) \| \| \| \| |
|  |                                                                                            |
|  | Joisán meridional (Kxoe-Nama)                                                              |
|  |                                                                                            |
|  | Joisán central (Nu-!Xóõ)                                                                   |
|  |                                                                                            |

|  | Joisán meridional (Kxoe-Nama) |
|  |                               |
|  | Joisán central (Nu-!Xóõ)      |
|  |                               |

|  | Joisán septentrional (!Kung-Yuhoan)                                                        |
|  |                                                                                            |
|  | \| \| Joisán meridional (Kxoe-Nama) \| \| \| \| \| \| Joisán central (Nu-!Xóõ) \| \| \| \| |
|  |                                                                                            |
|  | Joisán meridional (Kxoe-Nama)                                                              |
|  |                                                                                            |
|  | Joisán central (Nu-!Xóõ)                                                                   |
|  |                                                                                            |

|  | Joisán meridional (Kxoe-Nama) |
|  |                               |
|  | Joisán central (Nu-!Xóõ)      |
|  |                               |

|  | Joisán septentrional (!Kung-Yuhoan)                                                        |
|  |                                                                                            |
|  | \| \| Joisán meridional (Kxoe-Nama) \| \| \| \| \| \| Joisán central (Nu-!Xóõ) \| \| \| \| |
|  |                                                                                            |
|  | Joisán meridional (Kxoe-Nama)                                                              |
|  |                                                                                            |
|  | Joisán central (Nu-!Xóõ)                                                                   |
|  |                                                                                            |

|  | Joisán meridional (Kxoe-Nama) |
|  |                               |
|  | Joisán central (Nu-!Xóõ)      |
|  |                               |

|  | Níger-Congo |
|  |             |
|  | Kordofano   |
|  |             |

|  | Maba             |
|  |                  |
|  | Fur              |
|  |                  |
|  | Sudánico central |
|  |                  |
|  | Kunama           |
|  |                  |
|  | Berta            |
|  |                  |

|  | Sudánico oriental |
|  |                   |
|  | Komuz             |
|  |                   |

|  | Maba             |
|  |                  |
|  | Fur              |
|  |                  |
|  | Sudánico central |
|  |                  |
|  | Kunama           |
|  |                  |
|  | Berta            |
|  |                  |

|  | Sudánico oriental |
|  |                   |
|  | Komuz             |
|  |                   |

|  | Maba             |
|  |                  |
|  | Fur              |
|  |                  |
|  | Sudánico central |
|  |                  |
|  | Kunama           |
|  |                  |
|  | Berta            |
|  |                  |

|  | Sudánico oriental |
|  |                   |
|  | Komuz             |
|  |                   |

|  | Maba             |
|  |                  |
|  | Fur              |
|  |                  |
|  | Sudánico central |
|  |                  |
|  | Kunama           |
|  |                  |
|  | Berta            |
|  |                  |

|  | Sudánico oriental |
|  |                   |
|  | Komuz             |
|  |                   |

|  | Níger-Congo |
|  |             |
|  | Kordofano   |
|  |             |

|  | Maba             |
|  |                  |
|  | Fur              |
|  |                  |
|  | Sudánico central |
|  |                  |
|  | Kunama           |
|  |                  |
|  | Berta            |
|  |                  |

|  | Sudánico oriental |
|  |                   |
|  | Komuz             |
|  |                   |

|  | Maba             |
|  |                  |
|  | Fur              |
|  |                  |
|  | Sudánico central |
|  |                  |
|  | Kunama           |
|  |                  |
|  | Berta            |
|  |                  |

|  | Sudánico oriental |
|  |                   |
|  | Komuz             |
|  |                   |

|  | Maba             |
|  |                  |
|  | Fur              |
|  |                  |
|  | Sudánico central |
|  |                  |
|  | Kunama           |
|  |                  |
|  | Berta            |
|  |                  |

|  | Sudánico oriental |
|  |                   |
|  | Komuz             |
|  |                   |

|  | Maba             |
|  |                  |
|  | Fur              |
|  |                  |
|  | Sudánico central |
|  |                  |
|  | Kunama           |
|  |                  |
|  | Berta            |
|  |                  |

|  | Sudánico oriental |
|  |                   |
|  | Komuz             |
|  |                   |

|  | Joisán septentrional (!Kung-Yuhoan)                                                        |
|  |                                                                                            |
|  | \| \| Joisán meridional (Kxoe-Nama) \| \| \| \| \| \| Joisán central (Nu-!Xóõ) \| \| \| \| |
|  |                                                                                            |
|  | Joisán meridional (Kxoe-Nama)                                                              |
|  |                                                                                            |
|  | Joisán central (Nu-!Xóõ)                                                                   |
|  |                                                                                            |

|  | Joisán meridional (Kxoe-Nama) |
|  |                               |
|  | Joisán central (Nu-!Xóõ)      |
|  |                               |

|  | Joisán septentrional (!Kung-Yuhoan)                                                        |
|  |                                                                                            |
|  | \| \| Joisán meridional (Kxoe-Nama) \| \| \| \| \| \| Joisán central (Nu-!Xóõ) \| \| \| \| |
|  |                                                                                            |
|  | Joisán meridional (Kxoe-Nama)                                                              |
|  |                                                                                            |
|  | Joisán central (Nu-!Xóõ)                                                                   |
|  |                                                                                            |

|  | Joisán meridional (Kxoe-Nama) |
|  |                               |
|  | Joisán central (Nu-!Xóõ)      |
|  |                               |

|  | Joisán septentrional (!Kung-Yuhoan)                                                        |
|  |                                                                                            |
|  | \| \| Joisán meridional (Kxoe-Nama) \| \| \| \| \| \| Joisán central (Nu-!Xóõ) \| \| \| \| |
|  |                                                                                            |
|  | Joisán meridional (Kxoe-Nama)                                                              |
|  |                                                                                            |
|  | Joisán central (Nu-!Xóõ)                                                                   |
|  |                                                                                            |

|  | Joisán meridional (Kxoe-Nama) |
|  |                               |
|  | Joisán central (Nu-!Xóõ)      |
|  |                               |

|  | Joisán septentrional (!Kung-Yuhoan)                                                        |
|  |                                                                                            |
|  | \| \| Joisán meridional (Kxoe-Nama) \| \| \| \| \| \| Joisán central (Nu-!Xóõ) \| \| \| \| |
|  |                                                                                            |
|  | Joisán meridional (Kxoe-Nama)                                                              |
|  |                                                                                            |
|  | Joisán central (Nu-!Xóõ)                                                                   |
|  |                                                                                            |

|  | Joisán meridional (Kxoe-Nama) |
|  |                               |
|  | Joisán central (Nu-!Xóõ)      |
|  |                               |

|  | Níger-Congo |
|  |             |
|  | Kordofano   |
|  |             |

|  | Maba             |
|  |                  |
|  | Fur              |
|  |                  |
|  | Sudánico central |
|  |                  |
|  | Kunama           |
|  |                  |
|  | Berta            |
|  |                  |

|  | Sudánico oriental |
|  |                   |
|  | Komuz             |
|  |                   |

|  | Maba             |
|  |                  |
|  | Fur              |
|  |                  |
|  | Sudánico central |
|  |                  |
|  | Kunama           |
|  |                  |
|  | Berta            |
|  |                  |

|  | Sudánico oriental |
|  |                   |
|  | Komuz             |
|  |                   |

|  | Maba             |
|  |                  |
|  | Fur              |
|  |                  |
|  | Sudánico central |
|  |                  |
|  | Kunama           |
|  |                  |
|  | Berta            |
|  |                  |

|  | Sudánico oriental |
|  |                   |
|  | Komuz             |
|  |                   |

|  | Maba             |
|  |                  |
|  | Fur              |
|  |                  |
|  | Sudánico central |
|  |                  |
|  | Kunama           |
|  |                  |
|  | Berta            |
|  |                  |

|  | Sudánico oriental |
|  |                   |
|  | Komuz             |
|  |                   |

|  | Níger-Congo |
|  |             |
|  | Kordofano   |
|  |             |

|  | Maba             |
|  |                  |
|  | Fur              |
|  |                  |
|  | Sudánico central |
|  |                  |
|  | Kunama           |
|  |                  |
|  | Berta            |
|  |                  |

|  | Sudánico oriental |
|  |                   |
|  | Komuz             |
|  |                   |

|  | Maba             |
|  |                  |
|  | Fur              |
|  |                  |
|  | Sudánico central |
|  |                  |
|  | Kunama           |
|  |                  |
|  | Berta            |
|  |                  |

|  | Sudánico oriental |
|  |                   |
|  | Komuz             |
|  |                   |

|  | Maba             |
|  |                  |
|  | Fur              |
|  |                  |
|  | Sudánico central |
|  |                  |
|  | Kunama           |
|  |                  |
|  | Berta            |
|  |                  |

|  | Sudánico oriental |
|  |                   |
|  | Komuz             |
|  |                   |

|  | Maba             |
|  |                  |
|  | Fur              |
|  |                  |
|  | Sudánico central |
|  |                  |
|  | Kunama           |
|  |                  |
|  | Berta            |
|  |                  |

|  | Sudánico oriental |
|  |                   |
|  | Komuz             |
|  |                   |

|               | Afroasiático |
|               | |
|               | Dravídico |
|               | |
|               | Karveliano |
|               | |
| Euroasiático* | \| \| Indoeuropeo \| \| \| \| \| \| Urálico \| \| \| \| \| \| Altaico \| \| \| \| \| \| Eskimo-aleutiano \| \| \| \| |
|               | \| \| Indoeuropeo \| \| \| \| \| \| Urálico \| \| \| \| \| \| Altaico \| \| \| \| \| \| Eskimo-aleutiano \| \| \| \| |
|               | Amerindio* |
|               | |
|               | Indoeuropeo |
|               | |
|               | Urálico |
|               | |
|               | Altaico |
|               | |
|               | Eskimo-aleutiano |
|               | |

|  | Indoeuropeo      |
|  |                  |
|  | Urálico          |
|  |                  |
|  | Altaico          |
|  |                  |
|  | Eskimo-aleutiano |
|  |                  |

|  | Dené-Yeniseo              |
|  |                           |
|  | Caucásico septentrional   |
|  |                           |
|  | Euskera, Burushaski, etc. |
|  |                           |
|  | Sinotibetano              |
|  |                           |

|               | Afroasiático |
|               | |
|               | Dravídico |
|               | |
|               | Karveliano |
|               | |
| Euroasiático* | \| \| Indoeuropeo \| \| \| \| \| \| Urálico \| \| \| \| \| \| Altaico \| \| \| \| \| \| Eskimo-aleutiano \| \| \| \| |
|               | \| \| Indoeuropeo \| \| \| \| \| \| Urálico \| \| \| \| \| \| Altaico \| \| \| \| \| \| Eskimo-aleutiano \| \| \| \| |
|               | Amerindio* |
|               | |
|               | Indoeuropeo |
|               | |
|               | Urálico |
|               | |
|               | Altaico |
|               | |
|               | Eskimo-aleutiano |
|               | |

|  | Indoeuropeo      |
|  |                  |
|  | Urálico          |
|  |                  |
|  | Altaico          |
|  |                  |
|  | Eskimo-aleutiano |
|  |                  |

|  | Dené-Yeniseo              |
|  |                           |
|  | Caucásico septentrional   |
|  |                           |
|  | Euskera, Burushaski, etc. |
|  |                           |
|  | Sinotibetano              |
|  |                           |

|  | lenguas tai-kadai                                                              |
|  |                                                                                |
|  | \| \| lenguas japónicas (?) \| \| \| \| \| \| lenguas austronesias \| \| \| \| |
|  |                                                                                |
|  | lenguas japónicas (?)                                                          |
|  |                                                                                |
|  | lenguas austronesias                                                           |
|  |                                                                                |

|  | lenguas japónicas (?) |
|  |                       |
|  | lenguas austronesias  |
|  |                       |

|  | lenguas tai-kadai                                                              |
|  |                                                                                |
|  | \| \| lenguas japónicas (?) \| \| \| \| \| \| lenguas austronesias \| \| \| \| |
|  |                                                                                |
|  | lenguas japónicas (?)                                                          |
|  |                                                                                |
|  | lenguas austronesias                                                           |
|  |                                                                                |

|  | lenguas japónicas (?) |
|  |                       |
|  | lenguas austronesias  |
|  |                       |

|  | lenguas tai-kadai                                                              |
|  |                                                                                |
|  | \| \| lenguas japónicas (?) \| \| \| \| \| \| lenguas austronesias \| \| \| \| |
|  |                                                                                |
|  | lenguas japónicas (?)                                                          |
|  |                                                                                |
|  | lenguas austronesias                                                           |
|  |                                                                                |

|  | lenguas japónicas (?) |
|  |                       |
|  | lenguas austronesias  |
|  |                       |

|  | lenguas tai-kadai                                                              |
|  |                                                                                |
|  | \| \| lenguas japónicas (?) \| \| \| \| \| \| lenguas austronesias \| \| \| \| |
|  |                                                                                |
|  | lenguas japónicas (?)                                                          |
|  |                                                                                |
|  | lenguas austronesias                                                           |
|  |                                                                                |

|  | lenguas japónicas (?) |
|  |                       |
|  | lenguas austronesias  |
|  |                       |

|  | lenguas papúes   |
|  |                  |
|  | lenguas tasmanas |
|  |                  |
|  | Kusunda          |
|  |                  |

|  | lenguas macro-pama-ñunganas |
|  |                             |
|  | Otras lenguas de Australia  |
|  |                             |

|  | lenguas papúes   |
|  |                  |
|  | lenguas tasmanas |
|  |                  |
|  | Kusunda          |
|  |                  |

|  | lenguas macro-pama-ñunganas |
|  |                             |
|  | Otras lenguas de Australia  |
|  |                             |

|  | lenguas tai-kadai                                                              |
|  |                                                                                |
|  | \| \| lenguas japónicas (?) \| \| \| \| \| \| lenguas austronesias \| \| \| \| |
|  |                                                                                |
|  | lenguas japónicas (?)                                                          |
|  |                                                                                |
|  | lenguas austronesias                                                           |
|  |                                                                                |

|  | lenguas japónicas (?) |
|  |                       |
|  | lenguas austronesias  |
|  |                       |

|  | lenguas tai-kadai                                                              |
|  |                                                                                |
|  | \| \| lenguas japónicas (?) \| \| \| \| \| \| lenguas austronesias \| \| \| \| |
|  |                                                                                |
|  | lenguas japónicas (?)                                                          |
|  |                                                                                |
|  | lenguas austronesias                                                           |
|  |                                                                                |

|  | lenguas japónicas (?) |
|  |                       |
|  | lenguas austronesias  |
|  |                       |

|  | lenguas tai-kadai                                                              |
|  |                                                                                |
|  | \| \| lenguas japónicas (?) \| \| \| \| \| \| lenguas austronesias \| \| \| \| |
|  |                                                                                |
|  | lenguas japónicas (?)                                                          |
|  |                                                                                |
|  | lenguas austronesias                                                           |
|  |                                                                                |

|  | lenguas japónicas (?) |
|  |                       |
|  | lenguas austronesias  |
|  |                       |

|  | lenguas tai-kadai                                                              |
|  |                                                                                |
|  | \| \| lenguas japónicas (?) \| \| \| \| \| \| lenguas austronesias \| \| \| \| |
|  |                                                                                |
|  | lenguas japónicas (?)                                                          |
|  |                                                                                |
|  | lenguas austronesias                                                           |
|  |                                                                                |

|  | lenguas japónicas (?) |
|  |                       |
|  | lenguas austronesias  |
|  |                       |

|  | lenguas papúes   |
|  |                  |
|  | lenguas tasmanas |
|  |                  |
|  | Kusunda          |
|  |                  |

|  | lenguas macro-pama-ñunganas |
|  |                             |
|  | Otras lenguas de Australia  |
|  |                             |

|  | lenguas papúes   |
|  |                  |
|  | lenguas tasmanas |
|  |                  |
|  | Kusunda          |
|  |                  |

|  | lenguas macro-pama-ñunganas |
|  |                             |
|  | Otras lenguas de Australia  |
|  |                             |

|               | Afroasiático |
|               | |
|               | Dravídico |
|               | |
|               | Karveliano |
|               | |
| Euroasiático* | \| \| Indoeuropeo \| \| \| \| \| \| Urálico \| \| \| \| \| \| Altaico \| \| \| \| \| \| Eskimo-aleutiano \| \| \| \| |
|               | \| \| Indoeuropeo \| \| \| \| \| \| Urálico \| \| \| \| \| \| Altaico \| \| \| \| \| \| Eskimo-aleutiano \| \| \| \| |
|               | Amerindio* |
|               | |
|               | Indoeuropeo |
|               | |
|               | Urálico |
|               | |
|               | Altaico |
|               | |
|               | Eskimo-aleutiano |
|               | |

|  | Indoeuropeo      |
|  |                  |
|  | Urálico          |
|  |                  |
|  | Altaico          |
|  |                  |
|  | Eskimo-aleutiano |
|  |                  |

|  | Dené-Yeniseo              |
|  |                           |
|  | Caucásico septentrional   |
|  |                           |
|  | Euskera, Burushaski, etc. |
|  |                           |
|  | Sinotibetano              |
|  |                           |

|               | Afroasiático |
|               | |
|               | Dravídico |
|               | |
|               | Karveliano |
|               | |
| Euroasiático* | \| \| Indoeuropeo \| \| \| \| \| \| Urálico \| \| \| \| \| \| Altaico \| \| \| \| \| \| Eskimo-aleutiano \| \| \| \| |
|               | \| \| Indoeuropeo \| \| \| \| \| \| Urálico \| \| \| \| \| \| Altaico \| \| \| \| \| \| Eskimo-aleutiano \| \| \| \| |
|               | Amerindio* |
|               | |
|               | Indoeuropeo |
|               | |
|               | Urálico |
|               | |
|               | Altaico |
|               | |
|               | Eskimo-aleutiano |
|               | |

|  | Indoeuropeo      |
|  |                  |
|  | Urálico          |
|  |                  |
|  | Altaico          |
|  |                  |
|  | Eskimo-aleutiano |
|  |                  |

|  | Dené-Yeniseo              |
|  |                           |
|  | Caucásico septentrional   |
|  |                           |
|  | Euskera, Burushaski, etc. |
|  |                           |
|  | Sinotibetano              |
|  |                           |

|  | lenguas tai-kadai                                                              |
|  |                                                                                |
|  | \| \| lenguas japónicas (?) \| \| \| \| \| \| lenguas austronesias \| \| \| \| |
|  |                                                                                |
|  | lenguas japónicas (?)                                                          |
|  |                                                                                |
|  | lenguas austronesias                                                           |
|  |                                                                                |

|  | lenguas japónicas (?) |
|  |                       |
|  | lenguas austronesias  |
|  |                       |

|  | lenguas tai-kadai                                                              |
|  |                                                                                |
|  | \| \| lenguas japónicas (?) \| \| \| \| \| \| lenguas austronesias \| \| \| \| |
|  |                                                                                |
|  | lenguas japónicas (?)                                                          |
|  |                                                                                |
|  | lenguas austronesias                                                           |
|  |                                                                                |

|  | lenguas japónicas (?) |
|  |                       |
|  | lenguas austronesias  |
|  |                       |

|  | lenguas tai-kadai                                                              |
|  |                                                                                |
|  | \| \| lenguas japónicas (?) \| \| \| \| \| \| lenguas austronesias \| \| \| \| |
|  |                                                                                |
|  | lenguas japónicas (?)                                                          |
|  |                                                                                |
|  | lenguas austronesias                                                           |
|  |                                                                                |

|  | lenguas japónicas (?) |
|  |                       |
|  | lenguas austronesias  |
|  |                       |

|  | lenguas tai-kadai                                                              |
|  |                                                                                |
|  | \| \| lenguas japónicas (?) \| \| \| \| \| \| lenguas austronesias \| \| \| \| |
|  |                                                                                |
|  | lenguas japónicas (?)                                                          |
|  |                                                                                |
|  | lenguas austronesias                                                           |
|  |                                                                                |

|  | lenguas japónicas (?) |
|  |                       |
|  | lenguas austronesias  |
|  |                       |

|  | lenguas papúes   |
|  |                  |
|  | lenguas tasmanas |
|  |                  |
|  | Kusunda          |
|  |                  |

|  | lenguas macro-pama-ñunganas |
|  |                             |
|  | Otras lenguas de Australia  |
|  |                             |

|  | lenguas papúes   |
|  |                  |
|  | lenguas tasmanas |
|  |                  |
|  | Kusunda          |
|  |                  |

|  | lenguas macro-pama-ñunganas |
|  |                             |
|  | Otras lenguas de Australia  |
|  |                             |

|  | lenguas tai-kadai                                                              |
|  |                                                                                |
|  | \| \| lenguas japónicas (?) \| \| \| \| \| \| lenguas austronesias \| \| \| \| |
|  |                                                                                |
|  | lenguas japónicas (?)                                                          |
|  |                                                                                |
|  | lenguas austronesias                                                           |
|  |                                                                                |

|  | lenguas japónicas (?) |
|  |                       |
|  | lenguas austronesias  |
|  |                       |

|  | lenguas tai-kadai                                                              |
|  |                                                                                |
|  | \| \| lenguas japónicas (?) \| \| \| \| \| \| lenguas austronesias \| \| \| \| |
|  |                                                                                |
|  | lenguas japónicas (?)                                                          |
|  |                                                                                |
|  | lenguas austronesias                                                           |
|  |                                                                                |

|  | lenguas japónicas (?) |
|  |                       |
|  | lenguas austronesias  |
|  |                       |

|  | lenguas tai-kadai                                                              |
|  |                                                                                |
|  | \| \| lenguas japónicas (?) \| \| \| \| \| \| lenguas austronesias \| \| \| \| |
|  |                                                                                |
|  | lenguas japónicas (?)                                                          |
|  |                                                                                |
|  | lenguas austronesias                                                           |
|  |                                                                                |

|  | lenguas japónicas (?) |
|  |                       |
|  | lenguas austronesias  |
|  |                       |

|  | lenguas tai-kadai                                                              |
|  |                                                                                |
|  | \| \| lenguas japónicas (?) \| \| \| \| \| \| lenguas austronesias \| \| \| \| |
|  |                                                                                |
|  | lenguas japónicas (?)                                                          |
|  |                                                                                |
|  | lenguas austronesias                                                           |
|  |                                                                                |

|  | lenguas japónicas (?) |
|  |                       |
|  | lenguas austronesias  |
|  |                       |

|  | lenguas papúes   |
|  |                  |
|  | lenguas tasmanas |
|  |                  |
|  | Kusunda          |
|  |                  |

|  | lenguas macro-pama-ñunganas |
|  |                             |
|  | Otras lenguas de Australia  |
|  |                             |

|  | lenguas papúes   |
|  |                  |
|  | lenguas tasmanas |
|  |                  |
|  | Kusunda          |
|  |                  |

|  | lenguas macro-pama-ñunganas |
|  |                             |
|  | Otras lenguas de Australia  |
|  |                             |